# Historial de navegación web

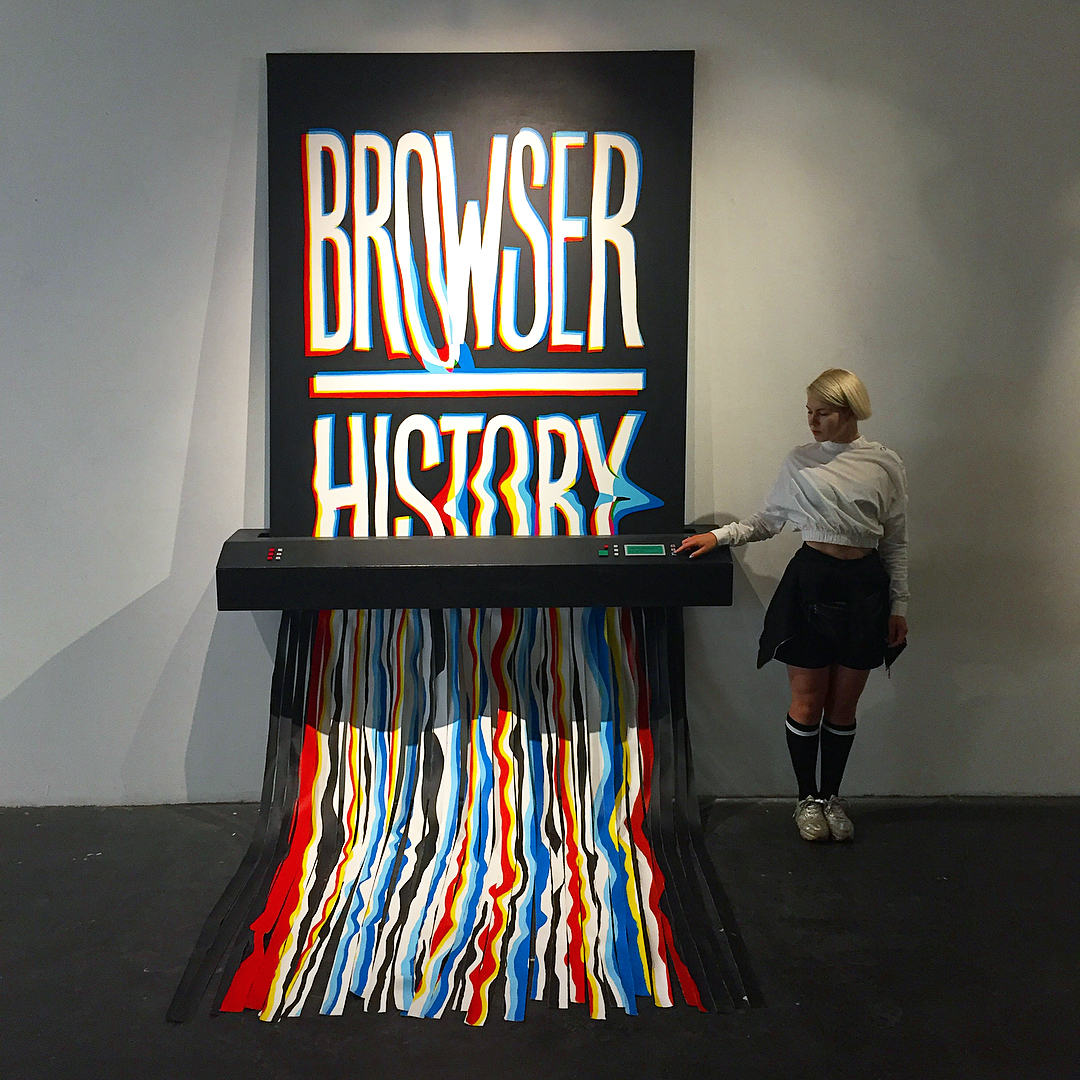
Ilustraciones relacionadas con el historial del navegador.

El historial de navegación web es la lista de páginas web que un usuario ha visitado, así como datos asociados como el título de página y tiempo de visita. El historial de navegación web es normalmente realizado por los navegadores de web, y a veces por terceras partes. El historial de navegación web podría proporcionar varios servicios a usuarios, entretanto, genera preocupaciones de privacidad que hacen que los usuarios tomen medidas de protección.

## Privacidad
El historial de navegación web no se publica en ninguna parte públicamente de forma predeterminada, a no ser que un usuario utilice la funcionalidad de historial de su propio navegador o lo integre con un servicio de terceros.
Los usuarios pueden desear eliminar los datos del historial de navegación o detener su recopilación (al menos temporalmente). Es posible que deseen o necesiten hacer esto para tratar de evitar que otras personas que tienen acceso completo al dispositivo que están usando (como sus padres, cónyuge, gerente o funcionarios encargados de hacer cumplir la ley) vean información confidencial sobre los sitios web que han visitado.
Sin embargo, esto por sí solo no proporcionará necesariamente al usuario la privacidad adecuada. Es posible que deban considerarse otros factores, según los requisitos del usuario. Tales factores incluyen los contenidos del navegador de web cache, encriptación del dato que es transmitido sobre la red, y anonimato/trazabilidad de la conexión de red del usuario.
Los medios por los cuales un usuario puede detener el registro de páginas y eliminar registros de páginas navegadas anteriormente, depende del producto utilizado. Si un usuario está utilizando un producto de terceros que puede registrar búsquedas como Google Search, puede ser necesario eliminar o detener la recopilación del historial en varios lugares (por ejemplo, en el navegador y en la configuración de Google Search).
El análisis del historial de navegación web ha demostrado ser útil para describir los hábitos de navegación web de los usuarios en entornos específicos. Por ejemplo, un estudio publicado en 2020 describió los patrones de búsqueda en Internet de los estudiantes de profesiones de la salud en su laboratorio de anatomía. Utilizando código escrito personalizado, el investigador pudo determinar que, con mayor frecuencia, los estudiantes realizaban una búsqueda en Google de información relacionada con la anatomía (22,0% de todas las visitas).

### Privacidad de los datos guardados del historial
La privacidad en los sistemas informáticos está íntimamente relacionada con la seguridad informática: en la medida en que un sistema informático pueda ser pirateado, la confidencialidad de la información almacenada en él se ve comprometida. Incluso cuando un sistema informático ha sido bien programado y contiene pocos o ningún error de seguridad, la seguridad es tan fuerte como "el eslabón más débil de la cadena" (es decir, la parte del sistema más fácil de piratear). Este vínculo más débil puede ser, y a menudo lo es, algo que está bajo el control del usuario, como una contraseña.
Si un usuario no ha desactivado la recopilación de historial web de Google y tiene una cuenta de Google que utiliza, es importante elegir una contraseña segura para esa cuenta para evitar que los piratas informáticos accedan a datos confidenciales. Incluso es importante cuando el usuario lo ha desactivado, porque un pirata informático podría reanudar la recopilación de datos del historial web sin que el usuario se dé cuenta necesariamente.
Del mismo modo, si un usuario no ha borrado el historial de su navegador web y tiene sitios confidenciales enumerados allí, es posible que desee utilizar una contraseña segura u otra solución de autenticación para su cuenta de usuario y así proteger el dispositivo con contraseña cuando no esté en uso, o cifrar el medio de almacenamiento en el que el navegador web almacena su información histórica.

## Comparación de características
Un navegador de web nuevo anunciado en enero de 2016, Brave, tiene la intención de analizar el historial de navegación para orientar anuncios de Internet a sus usuarios.